# L'ultima settimana di settembre
L'ultima settimana di settembre è un film del 2024 scritto e diretto da Gianni De Blasi, basato sull'omonimo romanzo di Lorenzo Licalzi e con protagonisti Diego Abatantuono e Biagio Venditti.
Si tratta di un film comico-drammatico che racconta la formazione di un legame inizialmente inesistente tra un nonno e un nipote.

## Trama
Puglia, 2017. Pietro Rinaldi è un famoso ex scrittore. Vedovo da anni, scontroso, isolato e depresso, Pietro decide di togliersi la vita il giorno del suo compleanno, ma appena prima di riuscirci viene informato dalla polizia che la figlia Roberta e il genero Fabio sono morti in un incidente stradale. Pietro deve quindi prendere in custodia il nipote adolescente Mattia, con il quale non ha mai avuto un vero rapporto, tanto che il ragazzo lo chiama freddamente per nome. Dopo qualche ora insieme, Pietro capisce di non avere voglia di seguire e crescere il ragazzo, sentendosi troppo anziano, e decide di portarlo fino a Roma in auto, con la sua vecchia Citroën DS, per cedere la custodia allo zio paterno Marcello. Durante il viaggio, che si rivelerà rocambolesco, tra incontri bizzarri, prime esperienze di Mattia e riscoperte personali di Pietro, i due si affezioneranno e, arrivati dallo zio del ragazzo, decidono di tornare in Puglia per vivere insieme, con Pietro che riprende a scrivere. Cinque anni dopo Pietro muore di vecchiaia, contento di aver vissuto gli ultimi anni provando di nuovo affetto e amore per qualcuno, e lascia in eredità a Mattia il manoscritto del suo nuovo romanzo.

## Distribuzione
Il film, prodotto e distribuito da Medusa Film e Vision Distribution, è uscito nelle sale il 12 settembre 2024.

## Accoglienza

### Incassi
Il film ha incassato 416910 €, con 82094 presenze.

## Riconoscimenti
- 2024[5] - Ciak d'oro
  - Candidatura migliore film commedia